# 牧之原市菊川市学校組合
牧之原市菊川市学校組合（まきのはらしききがわしがっこうくみあい）は、牧之原市と菊川市の2市からなる一部事務組合（特別地方公共団体）である。

## 概要
静岡県牧之原市静波の牧之原市役所に本部を置き、中学校、小学校および保育園の設置・管理・運営し、学校給食・社会教育事業を行っている。

## 沿革
- 1908年（明治41年）5月25日 - 「榛原郡勝間田村外一箇村小笠郡六郷村外一箇村学校組合」を結成
- 1947年（昭和22年）4月21日 - 牧之原中学校開校(小学校と校舎・教室を共同使用）
- 1954年（昭和29年）1月1日 - 合併により菊川町成立、「榛原郡勝間田外一箇村小笠郡菊川町外一箇村学校組合」に改称
- 1957年（昭和32年）11月14日 - 「榛原郡相良町外1ヶ町小笠郡菊川町学校組合立牧之原小学校」と改正
- 2005年（平成17年）1月17日 - 合併により菊川市成立、「相良町外一ヶ町菊川市学校組合」に改称
  - 10月11日 - 合併により牧之原市成立、「牧之原市菊川市学校組合」に改称
- 2006年（平成18年）4月1日 - 牧之原小学校・牧之原中学校が小中連携実践校となる

## 設置している学校

### 中学校
- 牧之原市菊川市学校組合立牧之原中学校

### 小学校
- 牧之原市菊川市学校組合立牧之原小学校

## 設置している保育園
- 牧之原市菊川市学校組合立牧之原保育園

## 脚註
1. ↑  “一部事務組合” (PDF).   静岡県. 2018年5月9日閲覧。